# Dujiangyan sustav za navodnjavanje
Dujiangyan (kineski: 都江堰, pinyin: Dūjiāngyàn) je sustav za navodnjavanje kojeg je 256. pr. Kr., u vrijeme Razdoblja zaraćenih država sagradilo drevno kinesko kraljevstvo Qin. Nalazi se na rijeci Min (岷江, Mínjiāng) u današnjoj kineskoj pokrajini Sečuan, kraj glavnog grada Chengdua (成都, Chéngdu). On se sve do dan danas koristi za navodnjavanje gotovo 5.300 kvadratnih kilometara zemlje u tom kraju.
Zbog toga je Dujiangyan, zajedno s planinom Qincheng, upisan na UNESCO-ov popis mjesta svjetske baštine u Aziji i Oceaniji, 2000. godine.

## Povijest
God. 256. pr. Kr., Li Bing, upravitelj kraljevstva Shu iz dinastije Qin, odabrao je planinski izlaz Minjiang rijeke, s obilnim protokom vode, kao mjesto za navodnjavanje. Za to se moralo isklesati Lidui platforme, iskopati kanale kako bi se izbjegao rizik od poplava, te otvoriti rutu za plovidbe. Navodnjavanjem susjednih poljoprivrednih zemljišta stvorila se tzv. "Zemlja obilja". Radove na ovom sustavu navodnjavanja nastavio je 141. pr. Kr. sudac Wen Weng.
Tijekom dinastije Tang (618. – 907.) izvedeni su veliki radovi na zadržavanju vode i navodnjavanja, uključujući i nasipe Baizhang, Mizao i Tongji, te bazen Wansui, što je okružilo Chengdu s mrežom brana i kanala.
Sustav je racionaliziran tijekom dinastije Song (960. – 1279.) u tri glavna vodena puta, tri kanala i četrnaest grana, te s koordiniranim programom održavanja i kontrole vode. Sustav je proširen i dodatni radovi su provedeni (Sili i Shabo nasipi), omogućujući navodnjavanje dvanaest županija.
Važni eksperimentalni radovi su provedeni tijekom dinastije Yuan (1206. – 1368.): pojedini nasipi su ojačani željeznim šipkama. Dodatni građevinski projekti su provedeni i za dinastije Ming (1368. – 1644.), zajedno s uvođenjem novog režima kontrole.
Neprekidno ratovanje na kraju dinastije Ming i prvim godinama dinastije Qing (1644. – 1913.) rezultiralo je padom u zapuštenost, ali je na kraju popravljen. Domaći ljudi su bili uključeni u rehabilitaciju i popravak velikih projekata, i navodnjavanje područja prošireno na nekih 180.000 ha. Od tada je sustav pažljivo održavan i postupno proširen, tako da sada pokriva 668.700 ha u 34 županije. Izvorni sustav je sačuvan, ali se danas koriste moderni građevinski materijali i tehnologije, kako bi ovaj drevni sustav opstao u skladu sa zahtjevima današnjice.

## Odlike
Sustav za navodnjavanje Dujiangyan se sastoji od dva glavna dijela, sustava Weir (A) i navodnjavane površine (C, B, D). Sustav Weir čini srce sustava, on prima vodu iz gornje doline rijeke Minjiang (1), i sastoji se od tri glavna elementa:
- Brana-prijemosnica Yuzui ("nasip ribljih usta", 2) se nalazi na ispustu rijeke Minjiang gdje je voda iz gornje doline preusmjerena na Vanjski i Unutarnji kanal. Stari (unutarnji) kanal (3) slijedi tijek Minjiang rijeke, a drugi (vanjski, 5) teče u ravnicu Chengdu kroz prolaz Baopingkou (8). On služi bitnoj funkciji zaobilaženja znatne količine mulja koji donosi rijeka. Tako se potpuno iskorištava zavoj, usmjeravanjem površinskih voda s niskim koncentracijama mulja u unutarnji kanal, a teških muljevitih voda u Vanjski kanal.
- Feiyashan ustava (7) se nalazi između donjeg kraja brane-prijemosnice Yuzui i brane u obliku slova V. Njezin gornji kraj se nalazi 710 m od brane-prijemosnice i 120 m od zaobilaznog prolaza Baopingkou. Glavna funkcija ustave je za prijenos preljeva, zajedno s muljem i šljunkom, od Unutarnjeg na Vanjski kanal. Kada je protok vode u unutrašnjosti nizak, ustava se spušta i odvod vode u sustav Weir se smanjuje kako bi se osigurala opskrba vode za navodnjavanje u dolini Chengdu.
- Zaobilazni prolaz Baopingkou (8), ogroman inženjerski projekt s početka sustava za navodnjavanje u 3. stoljeću pr. Kr., leži između Lidui platformi (7), južno od grada Dujiangyana (E) i okrenut je stijenama. On je u mogućnosti automatski kontrolirati i održavati protok vode za navodnjavanje doline Chengdu, čak i u razdobljima suša ili poplava.

## Poveznice
- Veliki kanal
- Canal du Midi
- Središnji valonski kanal

## Vanjske poveznice
- "Taming the Floodwaters"  Arhivirana inačica izvorne stranice od 19. srpnja 2011. (Wayback Machine) na chinaheritagenewsletter.org (engl.)